# Кісіль Ростислав Федорович
Ростислав Кісіль Федорович (нар. 15 березня 1960, Львів, УРСР) — український підприємець, громадський діяч, бізнесмен, топменеджер, засновник та президент міжнародної групи компаній Meest.

## Біографія
Народився 15 березня 1960 року у Львові. 
З 1975—1979 — навчався у Львівському будівельному технікумі, 1979—1984 — навчався в Львівському політехнічному інституті за спеціальністю інженер-будівельник.
1984 року починає працювати у «Трест Львівжитлобуд» майстром, з часом стає виконробом, а потім і начальником дільниці. У 1988 році залишає роботу та йде у підприємницьку діяльність.
Одружений, має четверо дітей.

## Підприємницька діяльність
1988 — Засновник одного з перших приватних підприємств на Львівщині «Кооператив Сервіс».
1989 — до тепер — Засновник/Президент Міжнародної поштово-логістичної групи Meest: «Meest Corporation Inc.» (Торонто, Канада, 1989 р.), «Міст Америка» (1994 р.), «Міст Австралія» (1996 р.), «Міст Іспанія», «Міст Португалія», «Міст Італія», «Міст Греція», «Міст Німеччина», «Міст Польща», Meest China (2018), СП «Росан», «Meest ПОШТА», «Росан-ІТ», «Росан-Глобал».
1990 — Один з засновників Телекомпанії «Міст», перша приватна телекомпанія незалежної України
1992 — Засновник і керівник спільного Українсько-Канадського Підприємства СП «Росан», перший приватний національний і міжнародний поштовий оператор України.
1993 — Засновник довірчого товариства «Росан Довіра», пізніше Інвестиційно-Фінансова Група «Росан-Капітал», до складу якої увійшли «Росан Цінні Папери», «Росан Реєстратор», «Росан Капітал» та інші. На початку 2000-их, одне з найбільших в Україні, у сфері фондового ринку та цінних паперів. На даний час припинила своє існування.
1997 — Засновник і керівник спільного Українсько-Канадського Підприємства «Міст Тур», туроператор.
1997 — Засновник і керівник «Росан Пак», спеціалізується на виробництві та продажу пластикової упаковки (понад 700 видів). Зараз керівник підприємства.
1999 — Засновник і керівник «Росан Агро», підприємства у галузі вирощування та перероблювання продуктів тваринництва. Успішно викуплений у 2007 році європейським концерном «Дуда» через емісію акцій на Варшавській Біржі.
2002—2005 — Засновник і керівник міжнародних поштово-логістичних компаній в Європі: «Міст Іспанія», «Міст Португалія», «Міст Італія», «Міст Греція», «Міст Німеччина», «Міст Польща».
2006 — Засновник і керівник Національного логістичного оператора «Міст Експрес».
2018 — Засновник онлайн-сервісу з переказу грошей Perekaz24.

## Сім`я
- Дружина — Анна Кісіль (1960—2020)
- Донька — Ірина Кісіль [13]